# Victor 6000

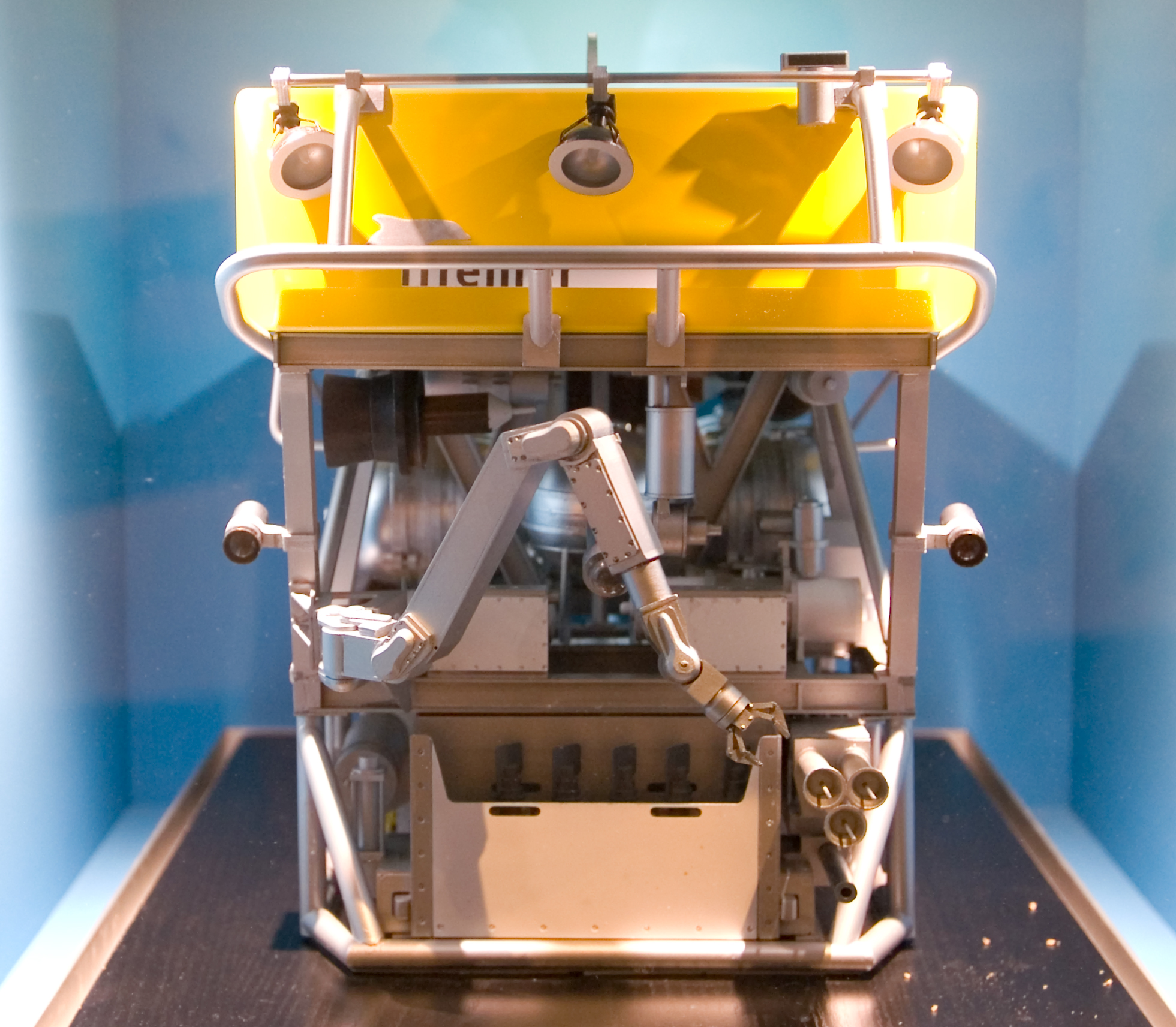
Modello a, Museo Nazionale della Marina, Parigi.

Il Victor 6000 è un veicolo subacqueo telecomandato (ROV in inglese, per « Remotely Operated Vehicle » ) progettato per l'esplorazione di acque profonde. Si tratta di un robot filoguidato, pilotato da una nave madre.

## Presentazione
Destinato alla ricerca scientifica nel campo dell'oceanografica, VICTOR è un veicolo operato a distanza tramite cavo, in grado di operare fino a 6.000 metri di profondità, strumentato e modulare, dotato di due bracci manipolatori, che effettua video e foto di ottima qualità e può trasportare e utilizzare vari strumenti scientifici. La parte inferiore del veicolo è costituita da un modulo strumentato e intercambiabile a seconda della natura della missione. Include l'essenziale dell'attrezzatura scientifica, nonché un cestello per il prelievo di campioni.
Ad oggi, Victor possiede due moduli diversi, uno per i prelievi e un altro per le misurazioni, dotato, tra gli altri sensori, di un ecoscandaglio multi-fascio.
Così equipaggiato, Victor può effettuare il riconoscimento a lungo termine di aree in modalità edificabile (100 x 100 km) o in modalità stradale, eseguire batimetria dettagliata e/o misurazioni fisico-chimiche, nonché campionare e manipolare strumenti specifici.
Progettato principalmente per missioni scientifiche, Victor può intervenire per vari lavori (assistenza, ricerca di relitti, piattaforma tecnologica).

## Caratteristiche tecniche
- Profondità di intervento: 6.000 m
- Spinta: 200 daN in tutte le direzioni
- Velocità: 1,5 nodi
- Massa: 4 t
- Dimensioni: 3,1 × 1,8 × 2,1 m

## Carriera operativa
Dal 30 aprile al 3 giugno 2002, il robot Victor 6000, imbarcato sulla nave oceanografica Atalante, è stato utilizzato durante la campagna oceanografica PHARE (Peuplements Hydrothermaux, leurs Associations et Relations avec l'Environnement). Il film Phare 2002 di Jean-François Ternay documenta la campagna e l'uso del robot. È consultabile online.
Il 20 novembre 2020, il robot, imbarcato sulla nave Ifremer Pourquoi pas, scopre l'epave dell'aereo da caccia Aquilon 203 numero 83 a una profondità di 2.400 metri a sud dell'isola di Porquerolles. L'aereo e il suo pilota dell'aeronautica navale sono scomparsi in mare il 13 giugno 1960 durante una campagna di appontaggio sulla portaerei britannica HMS Ark Royal.